# Katarina kyrka
Katarina kyrka är en kyrkobyggnad vid Högbergsgatan 13 på östra Södermalm i Stockholm. Den är församlingskyrka i Katarina församling i Stockholms stift. Den stod klar första gången 1695 men har sedan dess drabbats av två bränder. Efter den senaste branden 1990 återinvigdes kyrkan 1995. Kyrkan har fått sitt namn efter prinsessan Katarina, Karl X Gustavs mor. Katarina kyrka är från sin höga placering ett viktigt inslag i Stockholms stadsbild. Den är en av 43 kyrkor i Stockholms stad som skyddas av kulturmiljölagen.

## Historik och arkitektur

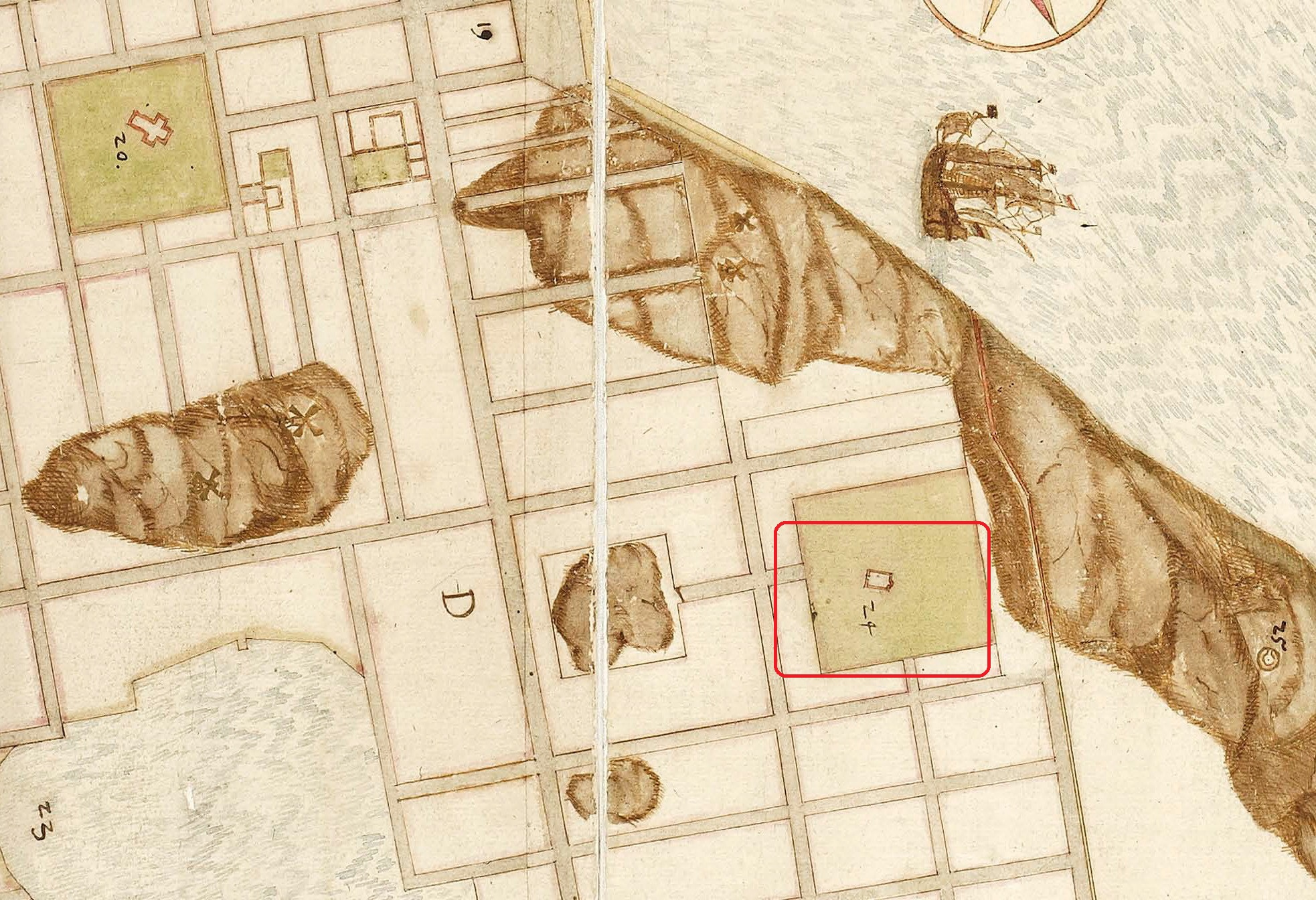
Sturekapellet på en karta över Stockholm från 1640-talet.

På platsen fanns ett kapell som stod färdigt 1590 och kallades Sturekapellet. På en dansk karta över Stockholm från 1640-talet syns ett kapell mitt på Katarina kyrkas kvadratiska tomt. Enligt beskrivningen på kartan (litt. 24) kallades byggnaden ”Sydermalmskapellet”. Kapellet revs på 1650-talet och materialet återanvändes vid bygget av den nya kyrkan. Den nya kyrkan och församlingen fick sitt namn efter den
regerande kungen Karl X Gustavs mor, Katarina Karlsdotter Vasa. 
Katarina kyrka uppfördes, med flera avbrott, under åren 1656–1695 efter arkitekten Jean de la Vallées ritningar. Han hade valt en grekisk korsplan med tornet centralt placerat. Katarina kyrka blev därmed den första centralkyrkan i Sverige. Redan grundläggningsåret 1656 hölls en första gudstjänsten under ett provisoriskt tak. Under 1670-talet ägde den berömda häxprocessen i Katarina rum i just Katarina kyrkas församling. 
En kopia av kyrkan byggdes 1709 i Jelenia Góra, i Polen, som Kościół Podwyższenia Krzyża Świętego ("Kyrkan av det heliga korsets upphöjelse"). Den har behållit den arkitektoniska form på tornet som Katarina kyrka hade före branden 1723.  

### Branden 1723
Den 1 maj 1723 förstördes kyrkan i en brand, tillsammans med en stor del av bebyggelsen i området. Arkitekt Göran Josuae Adelcrantz fick i uppgift att återuppbygga kyrkan, och den fick nu ett större torn med åtta kanter. Den återuppbyggda kyrkan invigdes den 18 oktober 1724. Kyrkans fasader, som tidigare varit rödmålade med vita inslag, färgades 1784 i gult med gråa pilastrar, som kännetecknar dagens kyrka. Åren 1891–1892 inreddes kyrkan med nya öppna bänkar, ritade av arkitekten Carl Möller, dessutom utfördes dekormålning på väggar och valv enligt Agi Lindegrens förslag. Dessa slipades bort i samband med renoveringen 1952–1954.

### Branden 1990

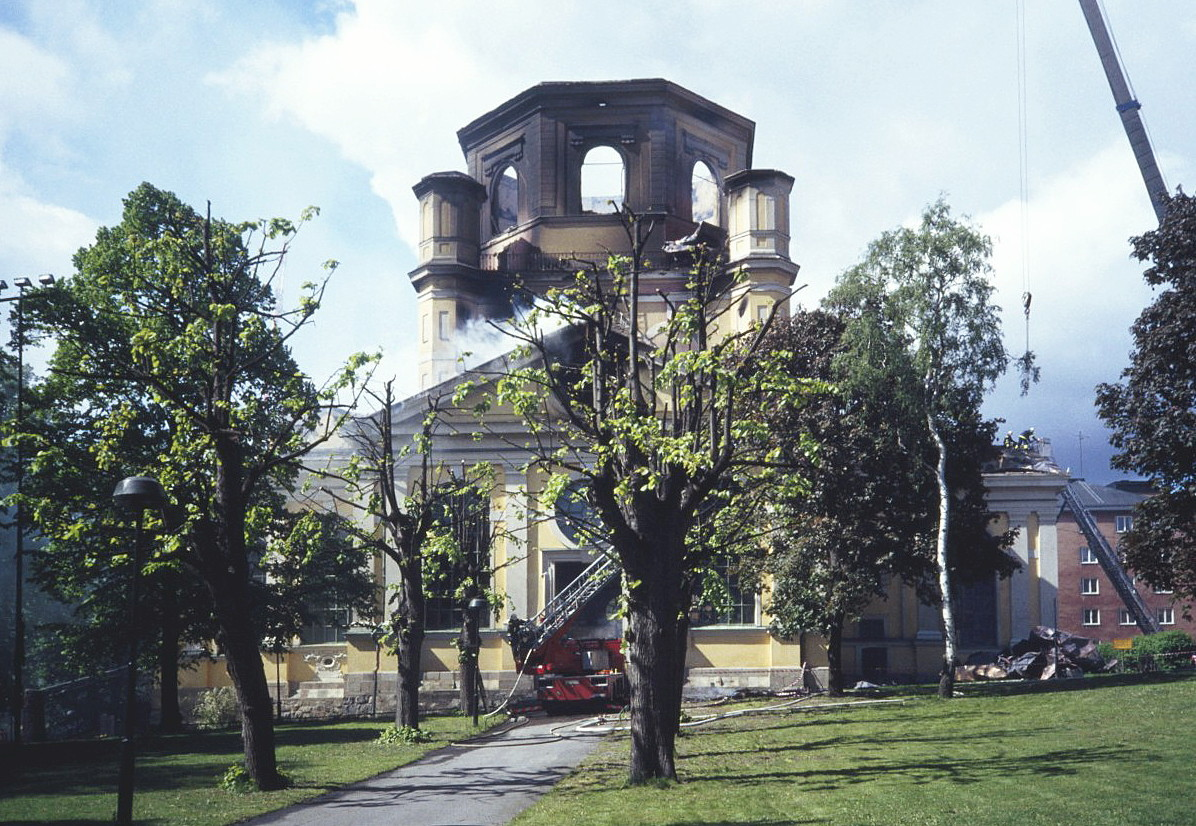
Kyrkan på branddagen den 17 maj 1990

Natten till den 17 maj 1990 brann Katarina kyrka för andra gången. Kyrktornet störtade samman och gick genom takvalvet. Kvar fanns bara korsarmstaken och kyrkans ytterväggar. Kyrksilver och värdefulla textilier kunde emellertid räddas. 
Utredningen visade att ett elektriskt fel  hade orsakat branden. Trots att kyrkan var väl försäkrad krävdes ett omfattande insamlingsarbete, och för detta bildades Stiftelsen Rädda Katarina. Återuppbyggandet skedde med samma teknik och typ av material som användes på 1600-talet. Som ansvarig för restaureringen utsågs slottsarkitekten Ove Hidemark. 
Vid rekonstruktionen av byggnaden användes bland annat 52 000 handsmidda spikar, 120 000 stortegel av gammalt format från Bältarbo tegelbruk, 5½ ton björknäver, 1 600 rutor med munblåst gröntonat antikglas och 5 000 m² kopparplåt. År 1995 kunde kyrkan återinvigas av biskop Henrik Svenungsson.
Nuvarande altaruppsats, benämnd Närvaro genom frånvaro, består av en Golgatascen gjord av skulptören Liss Eriksson i samarbete med olika konstnärer och hantverkare. Kyrkan står på Katarinaberget där offren från Stockholms blodbad brändes, något som gav upphov till föreställningen om att en förbannelse skulle vila över platsen. Enligt en sägen skall kyrktornet rasa två gånger, vilket det också har gjort. Virket till återuppbyggnaden kom från Edsbyns och Rättviks skogar, via Skogsägareföreningen Mellanskog.[källa behövs]

### Bilder

Historia
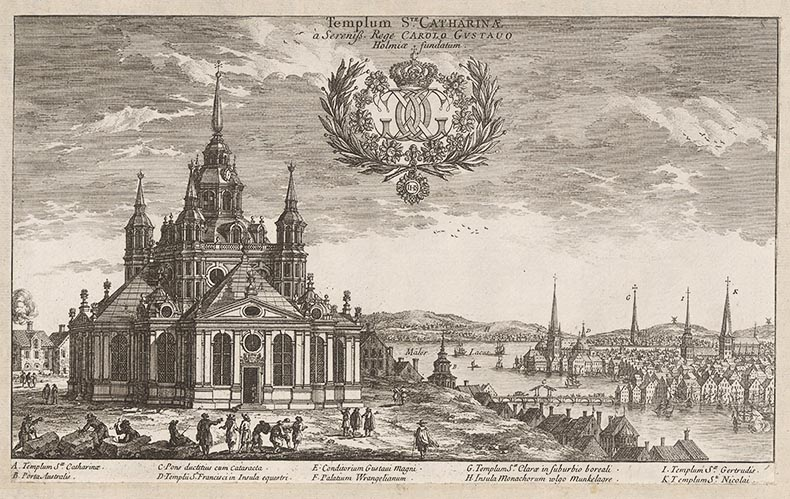
Katarina kyrka i Suecian 1669.
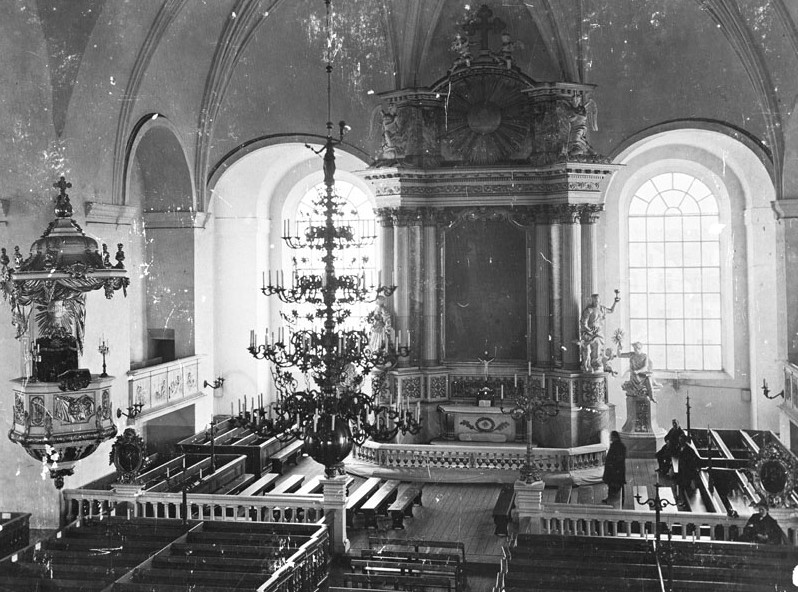
Kyrkans interiör 1870-tal, innan dekormålning på väggar och valv utfördes.
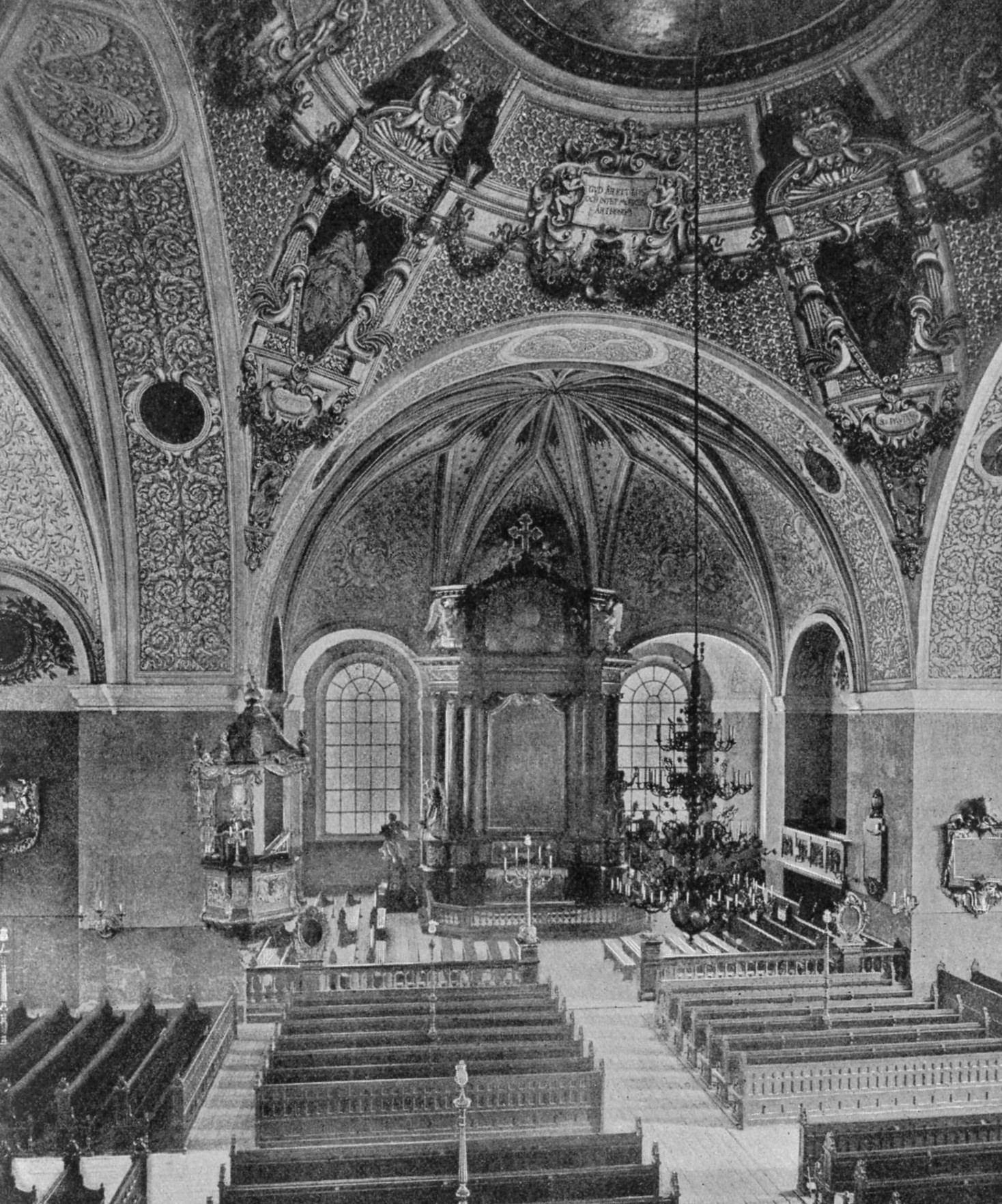
Kyrkans interiör 1890-tal, med dekormålning på väggar och valv enligt Agi Lindegrens förslag
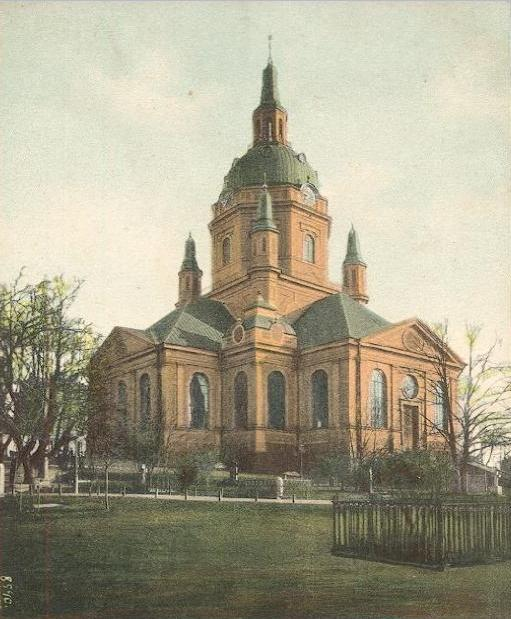
Katarina kyrka ca 1910

Exteriör
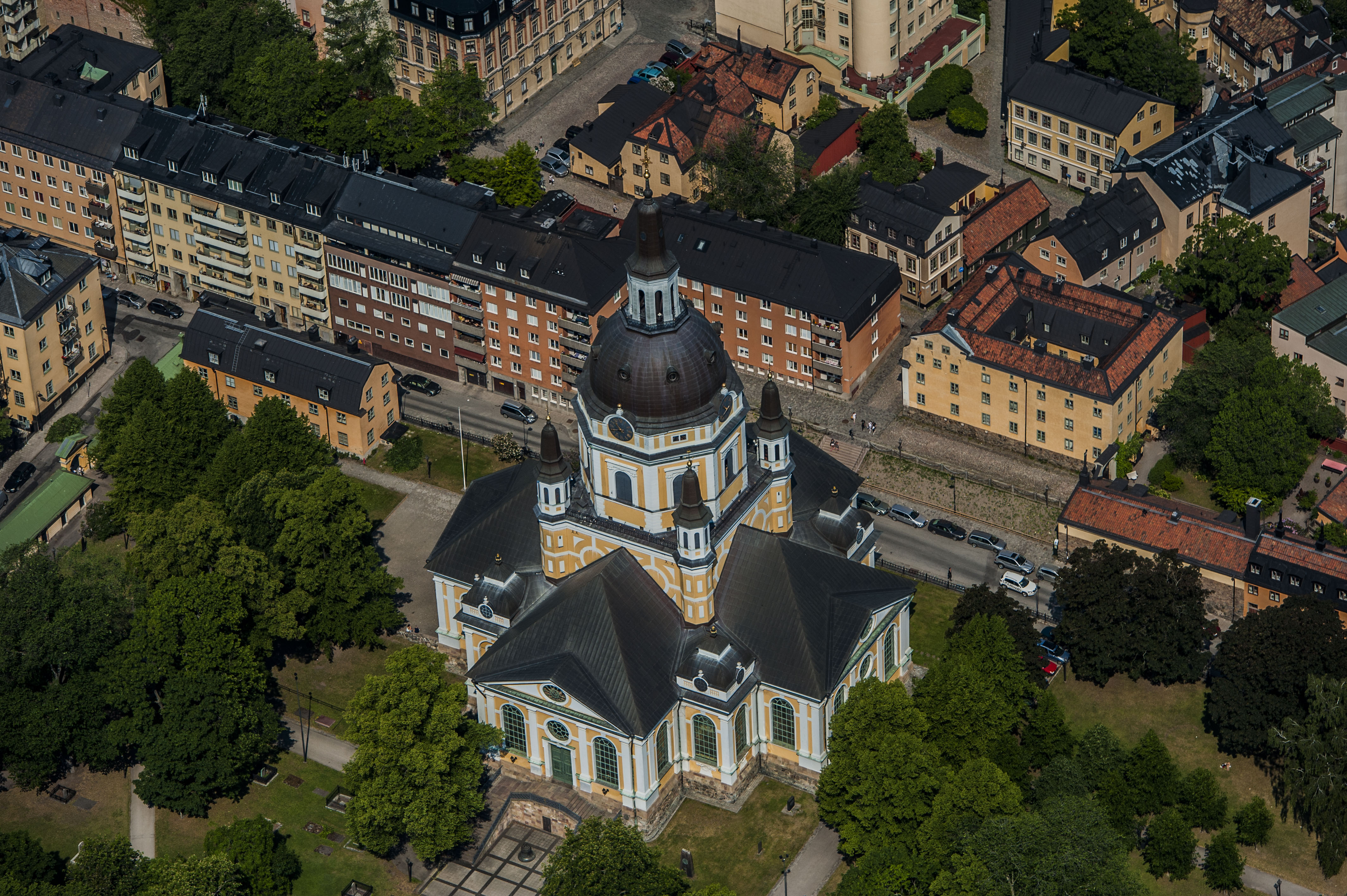
Kyrkan från luften
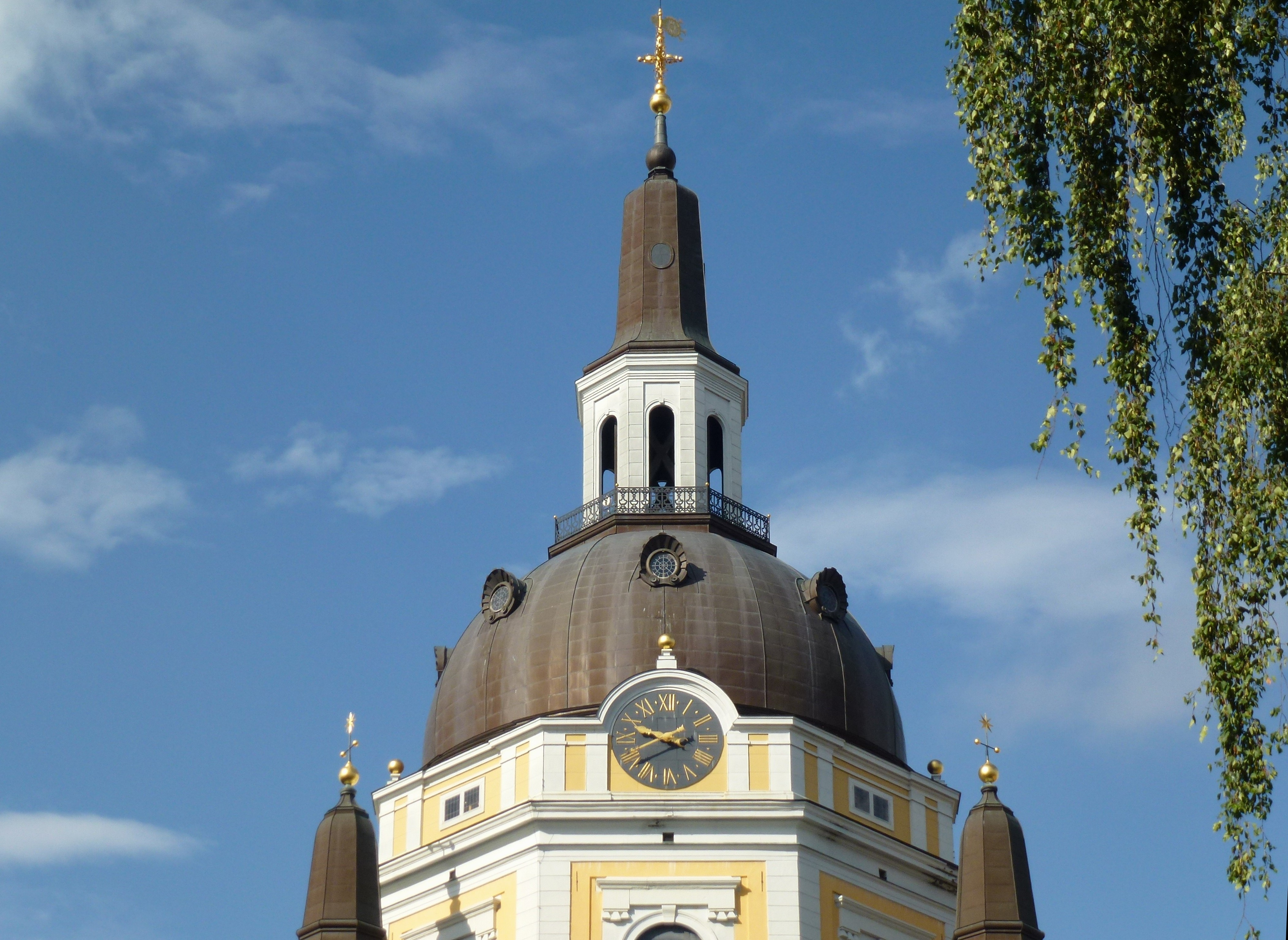
Tornet mot öster
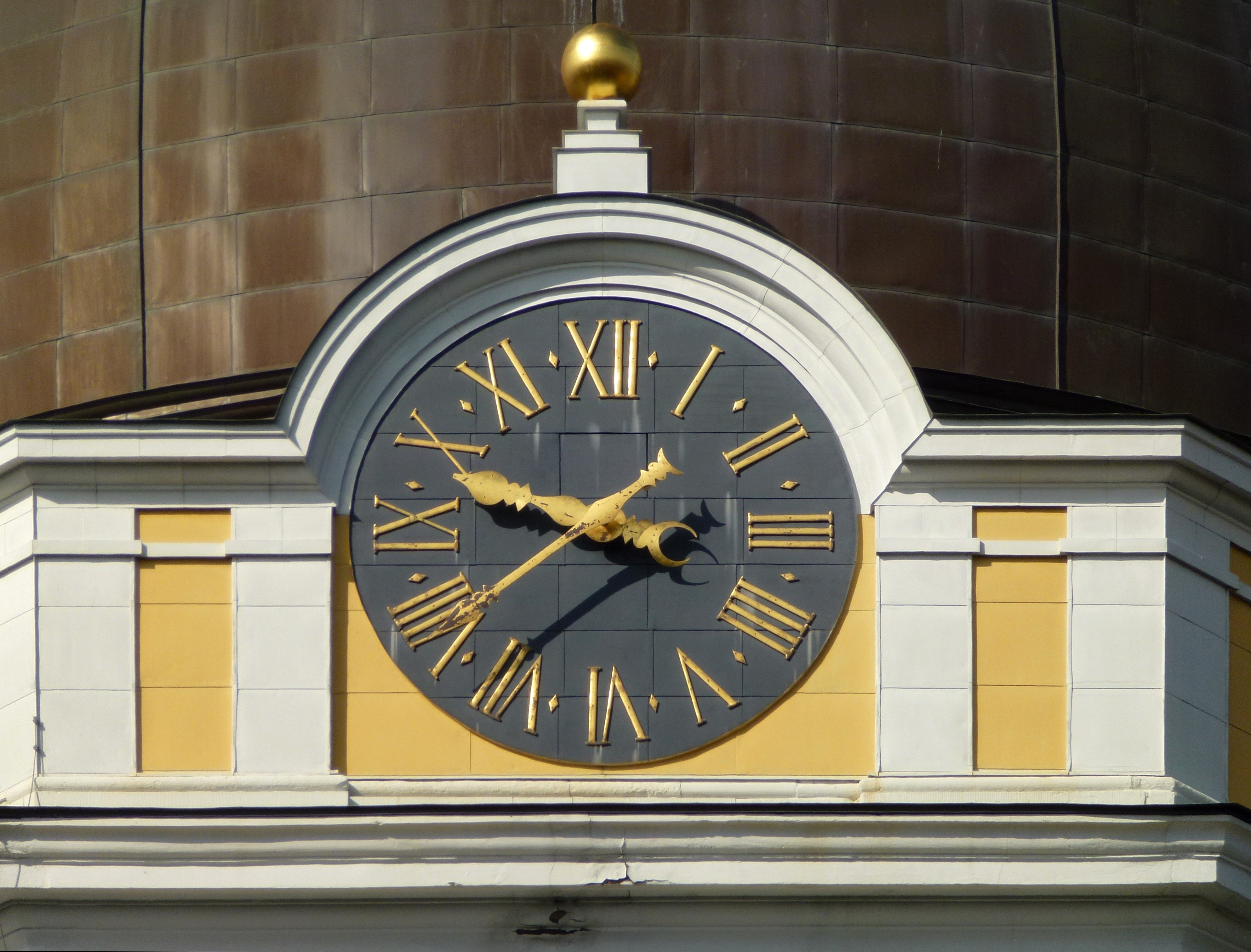
Tornklockan
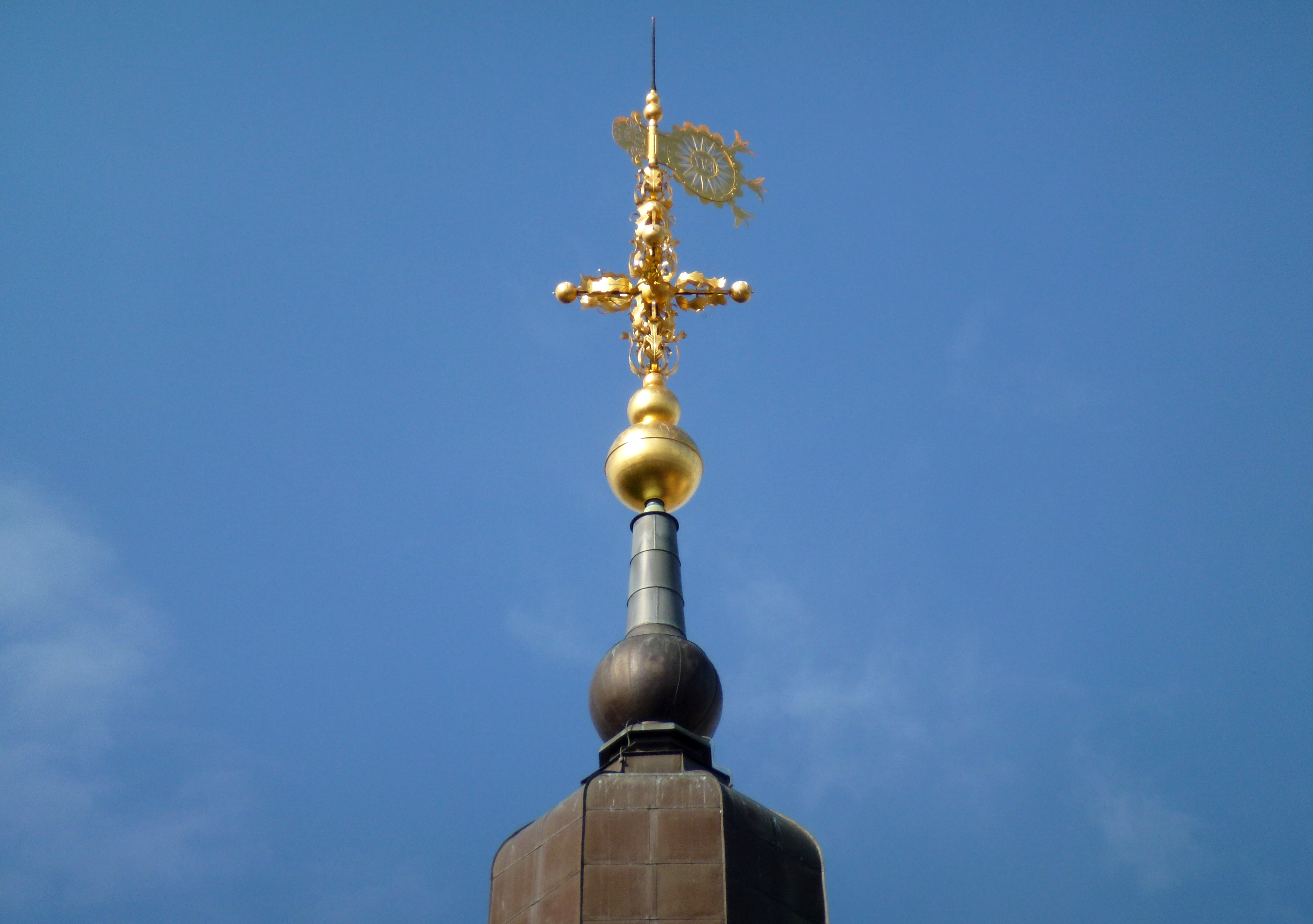
Tornspiran

Interiör, kyrkorummet
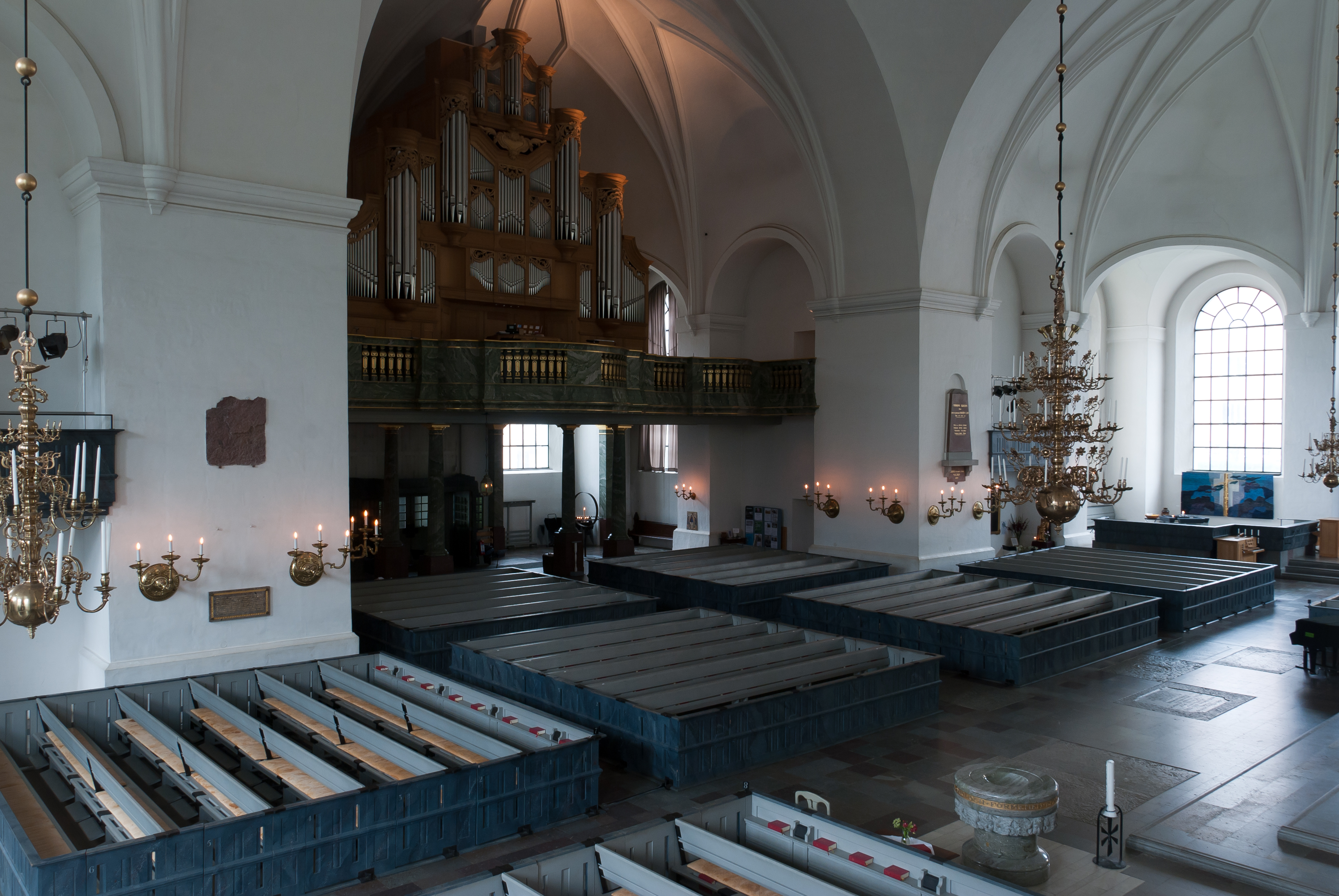
Kyrkans interiör 2011.
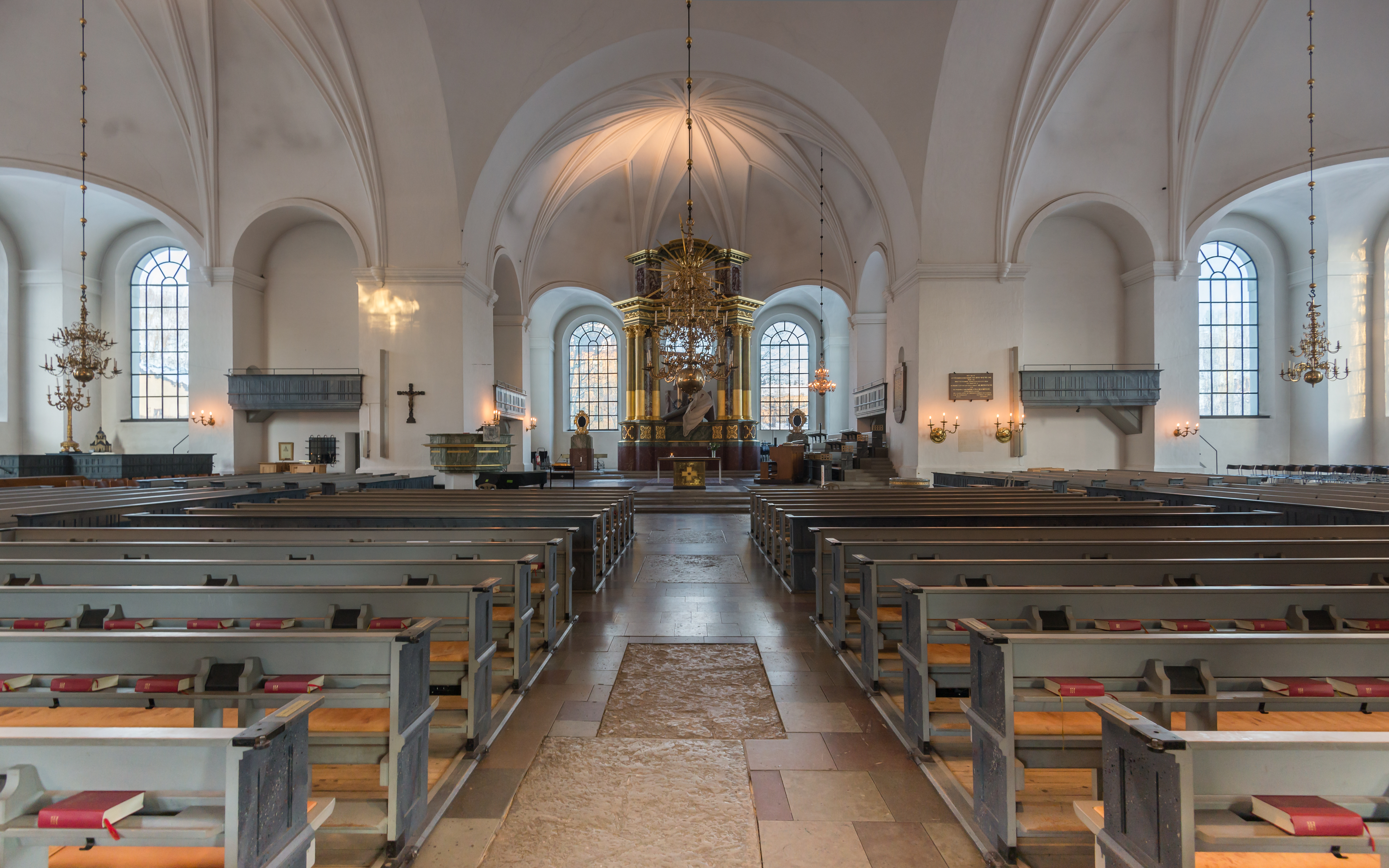
Kyrkans interiör.
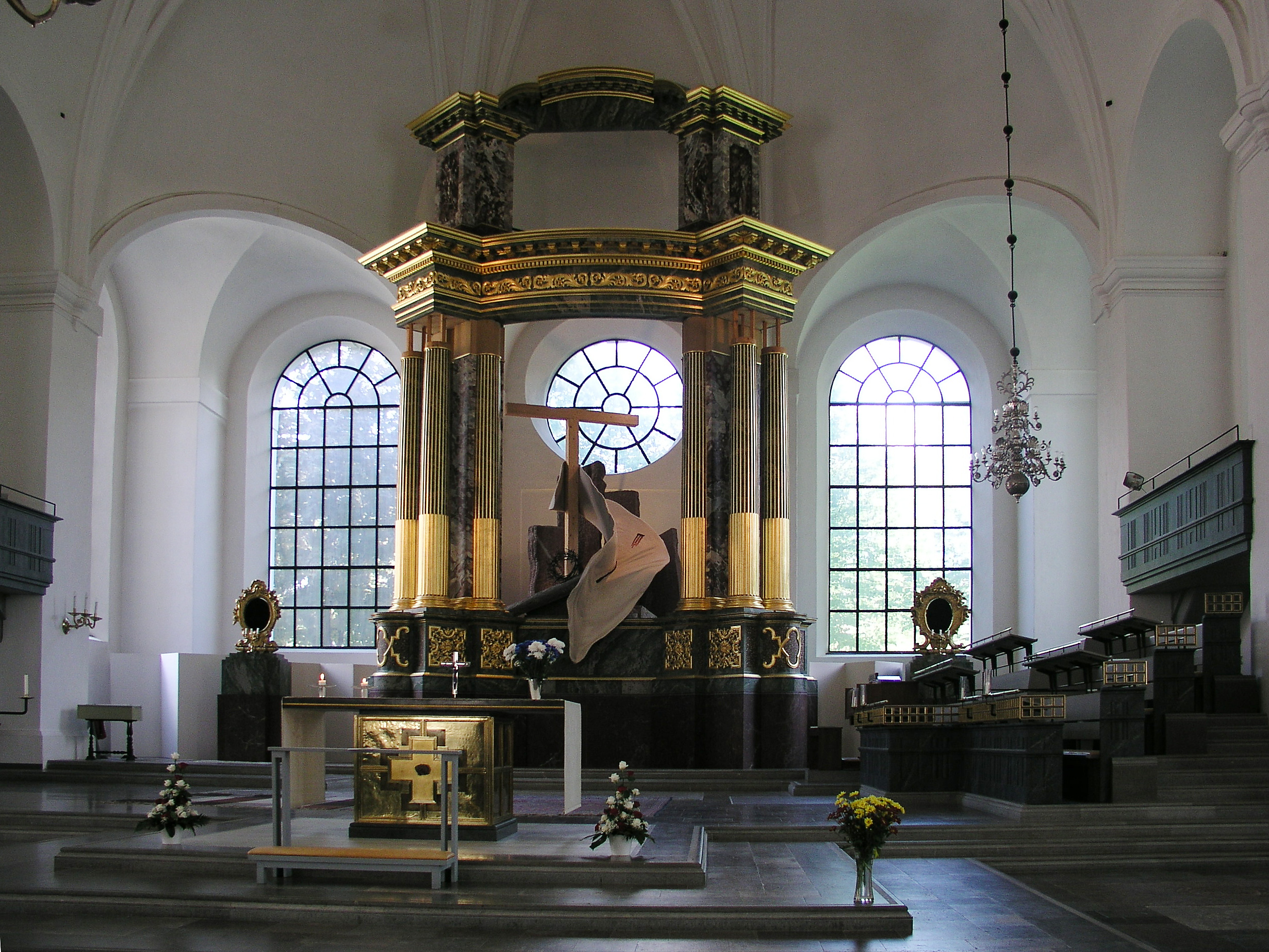
Nya högaltaret, 2003
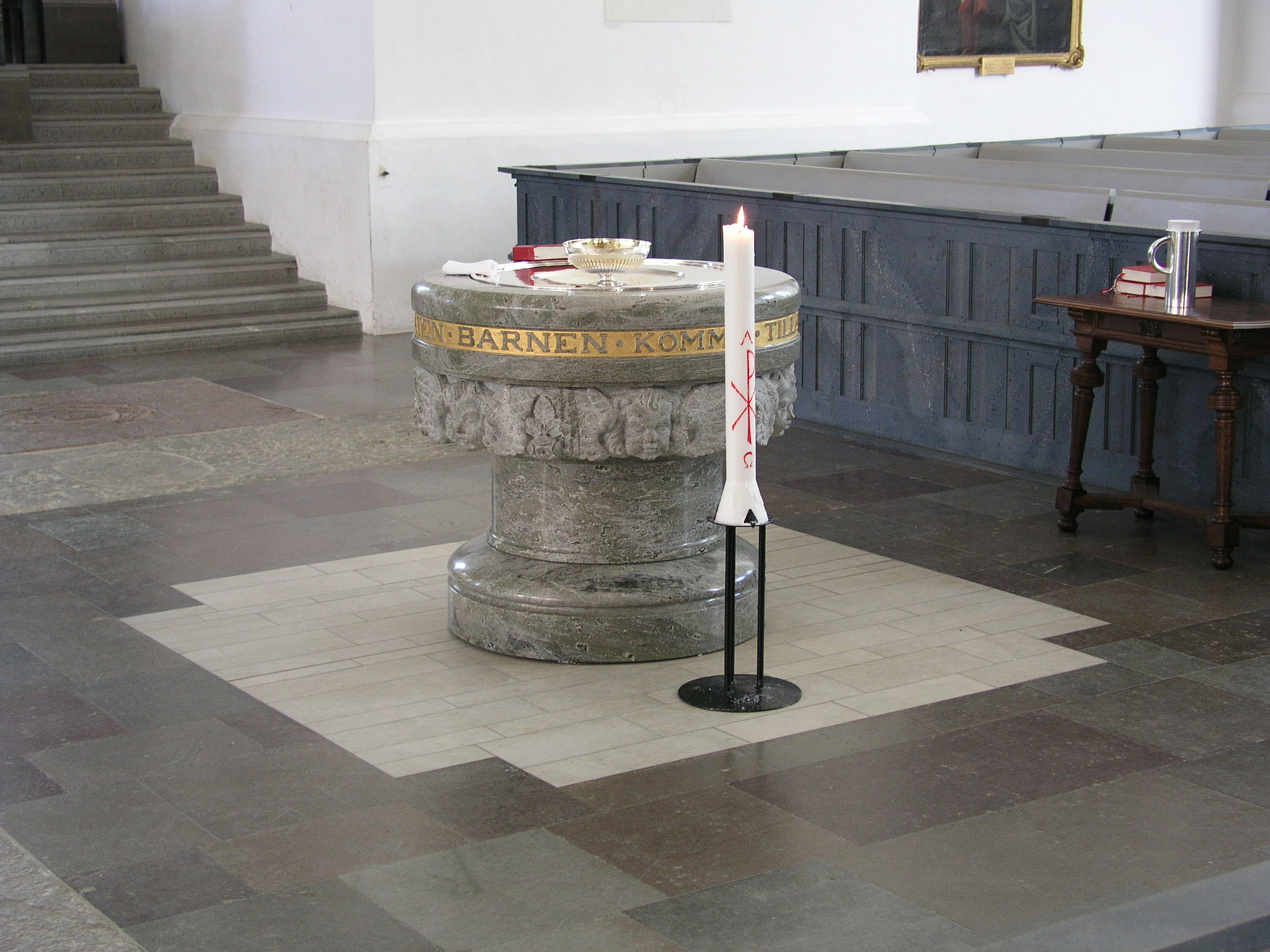
Dopfunten

Interiör, tornet
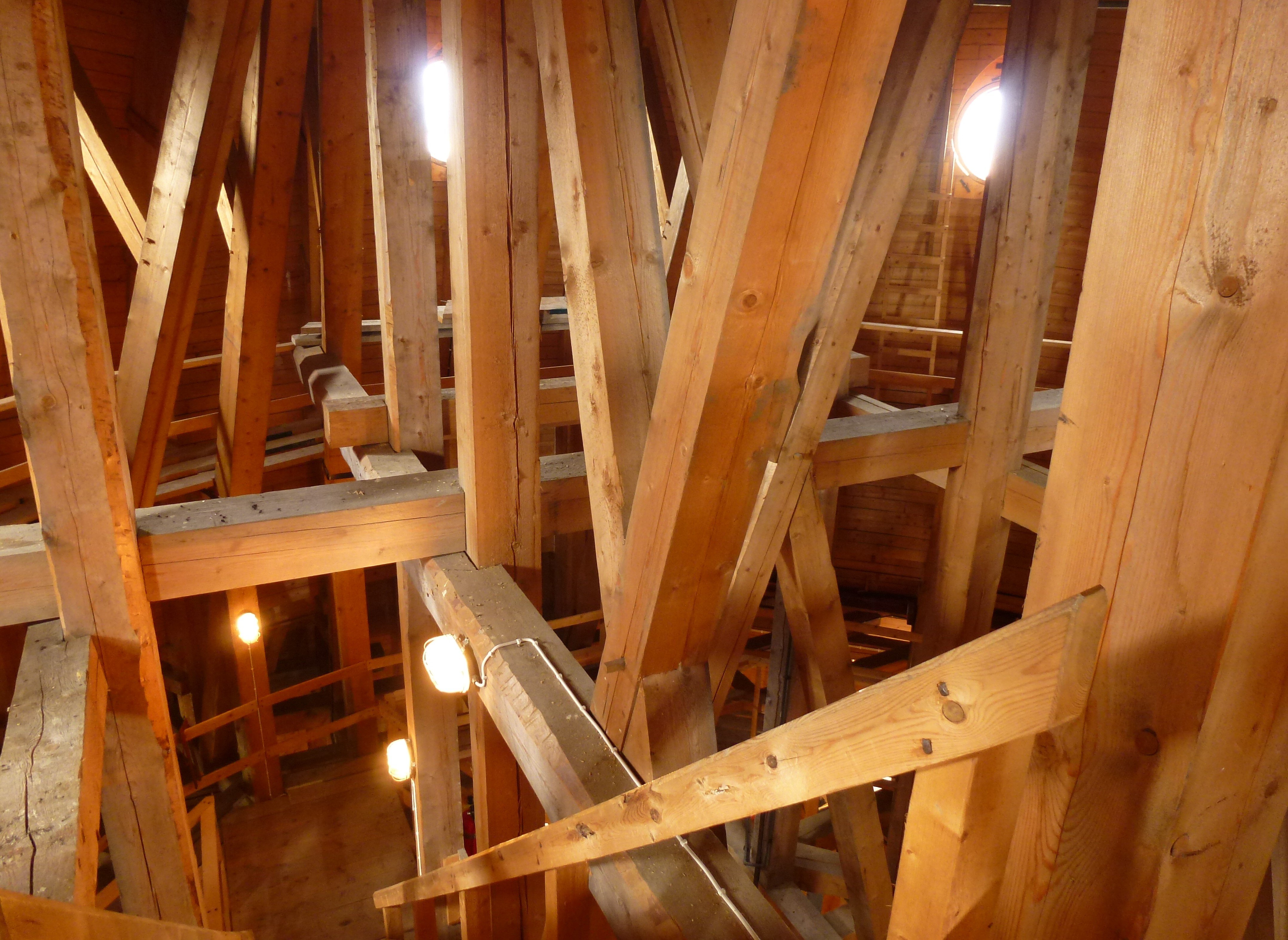
Takstolar
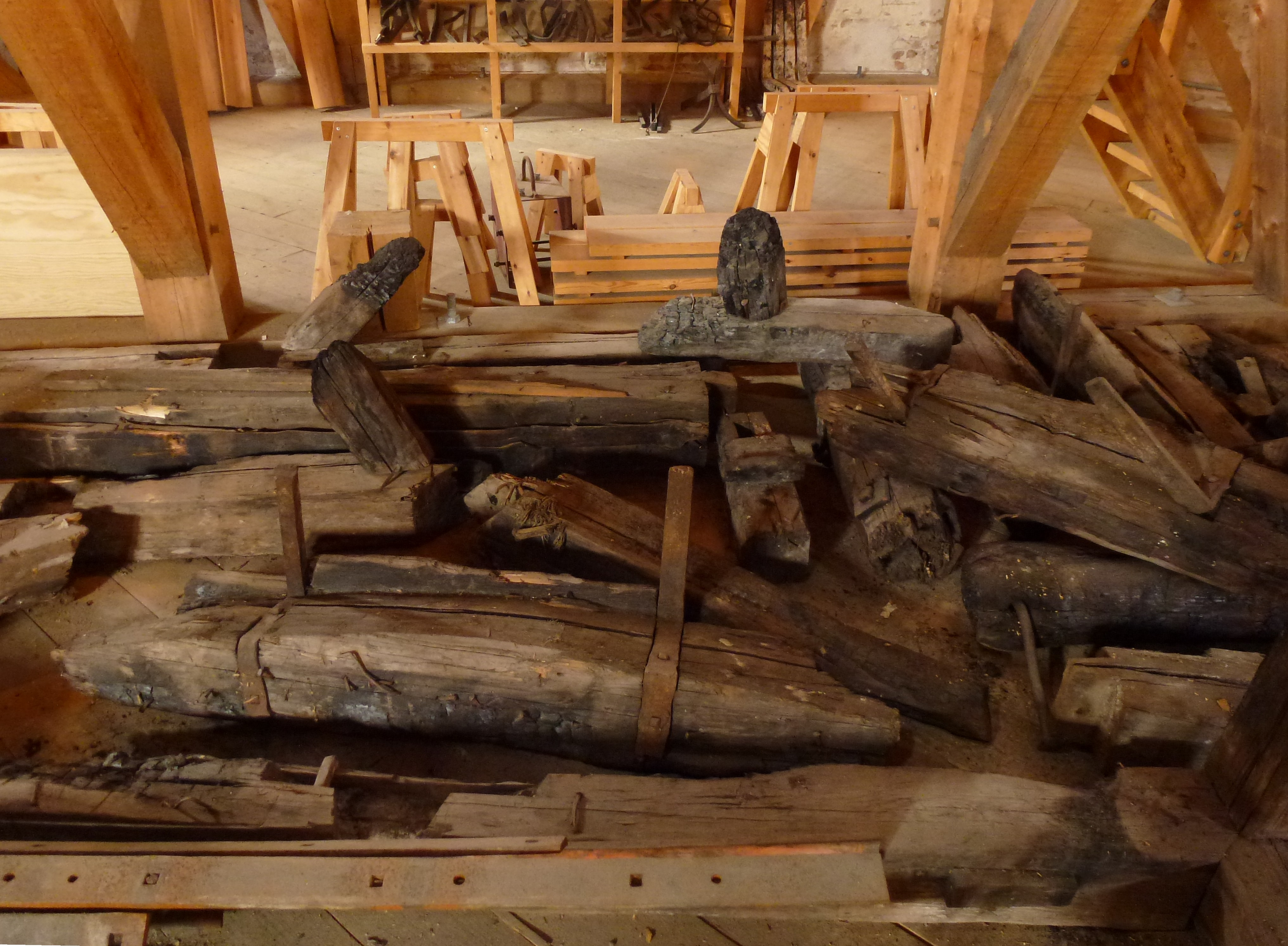
Brandskadade rester från branden 1990
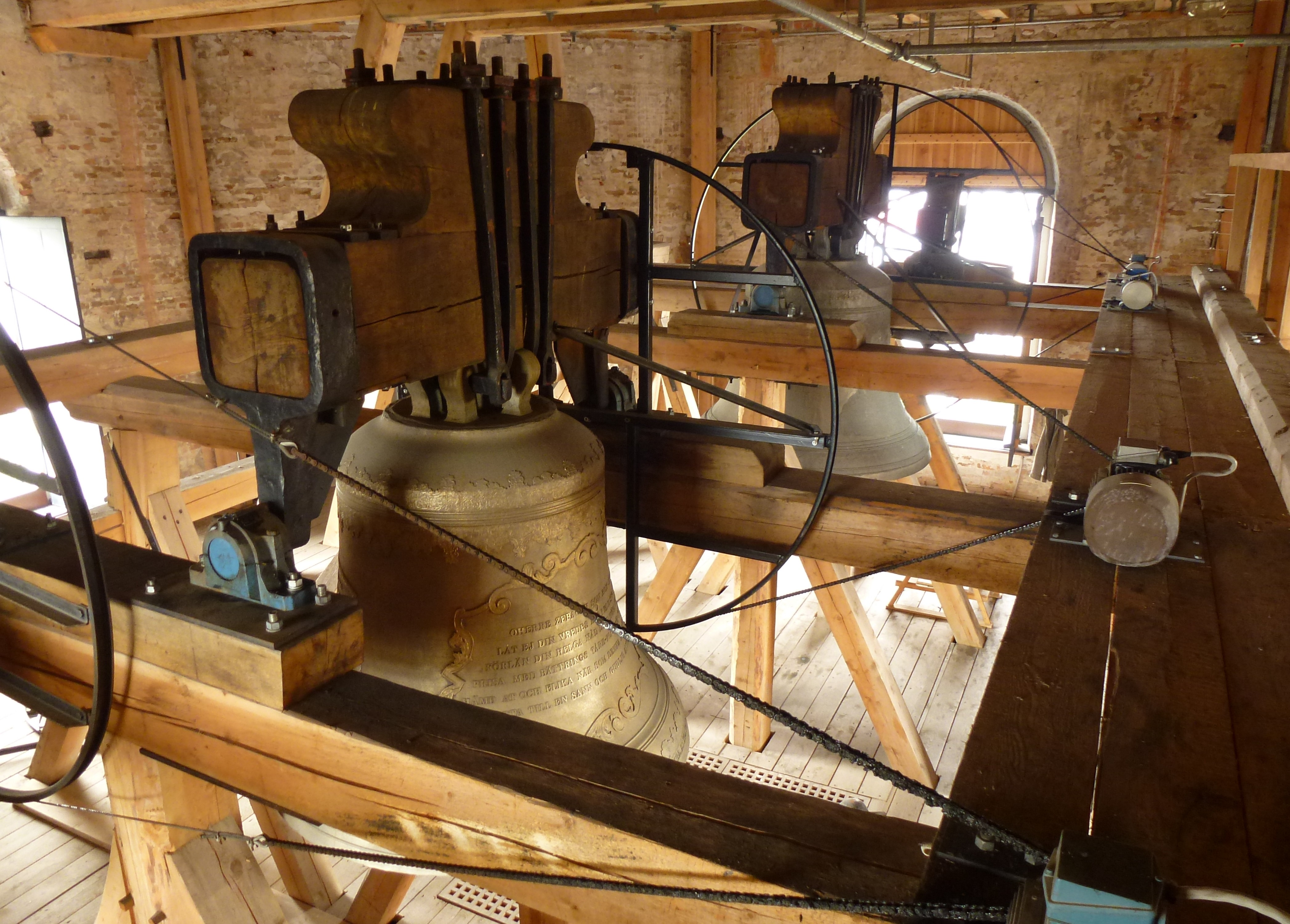
Kyrkans klockor
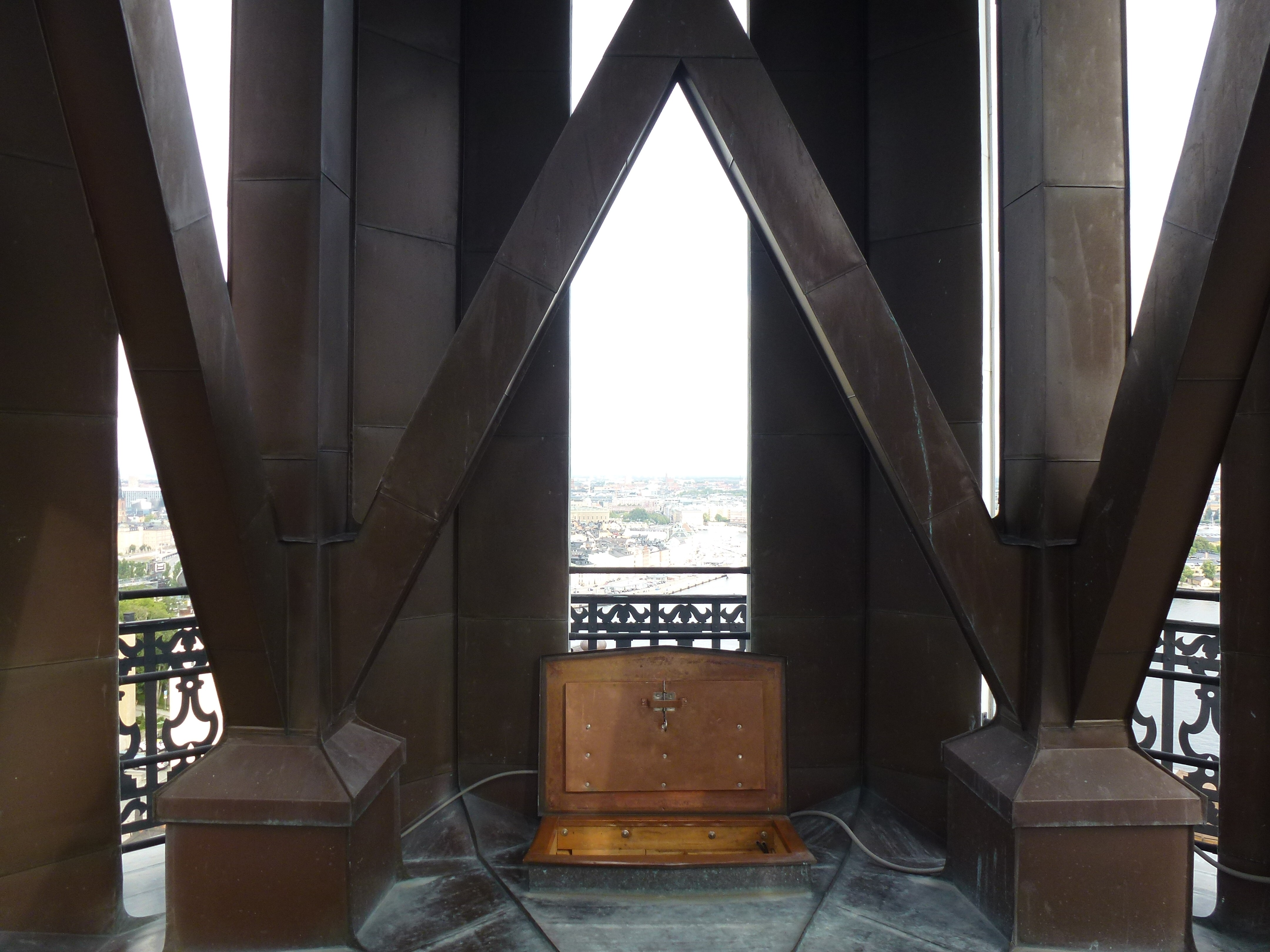
Kyrkans tornaltan högst upp

## Tornet och klockorna
Tornet omges av fyra mindre torn och hade ursprungligen en lägre kupol än den nuvarande. Den påbörjades inte förrän 1670. Då hade arbetena varit avstannade under fem år på grund av ekonomiska svårigheter. Träkupolen färdigställdes, och korsmittens tegelvalv murades år 1675. Vid den stora branden 1723 förstördes taken, kupolen och inredningen.  Återställningsarbetet leddes av Göran Josuæ Adelcrantz, som också ritade det nya, högre, oktogonala tornet med en totalhöjd av 72 meter över marken. Vid branden 1990 förstördes återigen tornets kupol och träkonstruktioner. Återuppbyggnaden utfördes med tidstypiska träkonstruktioner och arbetena leddes av slottsarkitekten Ove Hidemark. Kyrkans fyra klockor göts 1991 och 1992 av M & E Ohlssons klockgjuteri i Ystad. De är alla rekonstruktioner av dem som förstördes vid branden. Godset från originalklockorna har delvis återanvänts. Storklockans kläpp är densamma som i klockan från 1724.

### Tornuret
Det ursprungliga mekaniska urverket från 1800-talets början förstördes vid branden 1990 och ersattes vid återuppbyggnaden av fyra elektriska urverk, ett för varje klocka. Verken är anslutna till atomuret i Frankfurt via GPS och därmed mycket exakta och närmast underhållsfria. Rekonstruktionen av tornuret inklusive urtavlan utfördes av  M & E Ohlssons klockgjuteri.

### Karl XII:s trappa

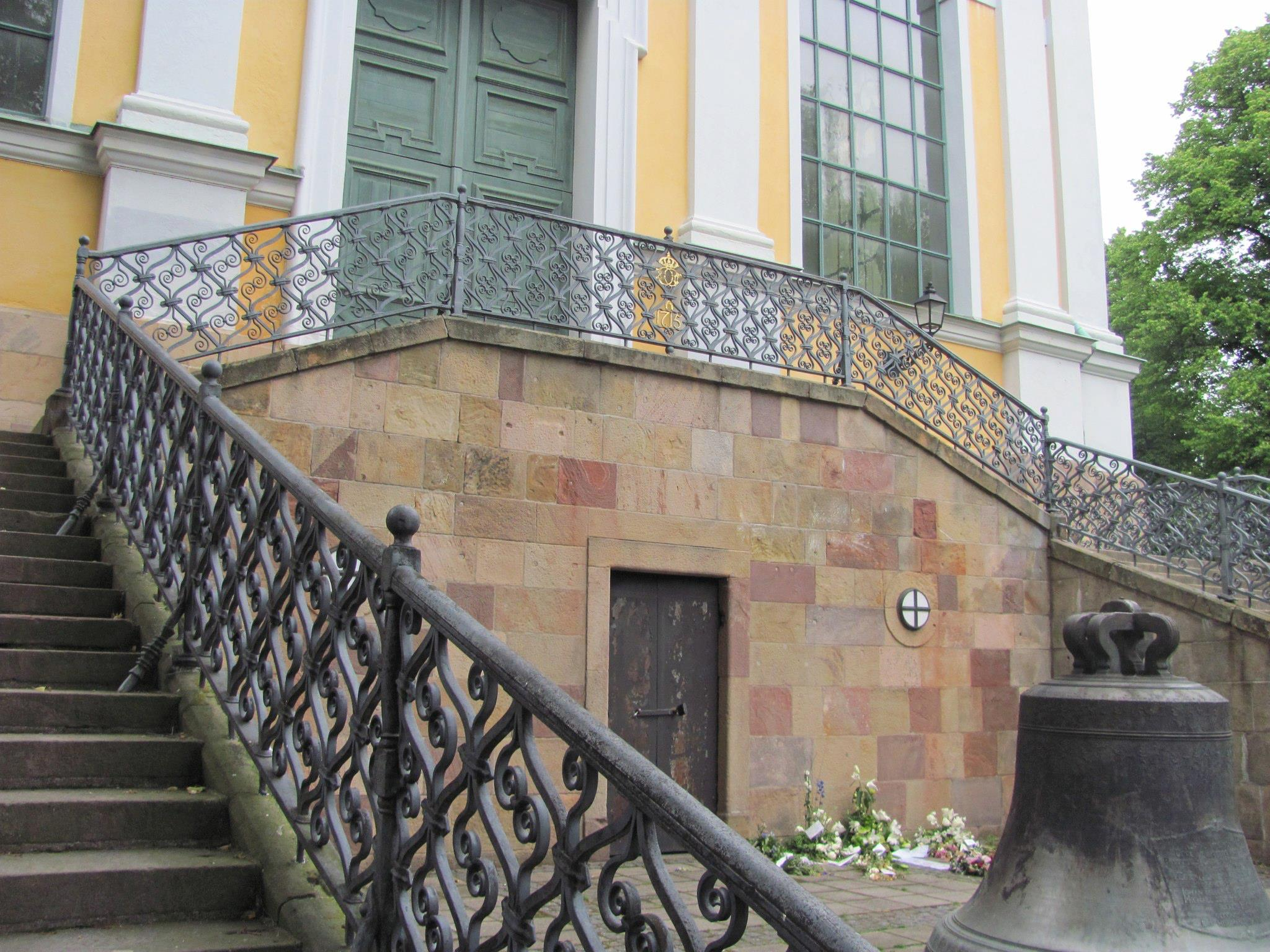
Karl XII:s trappa vid Katarina kyrka i Stockholm.
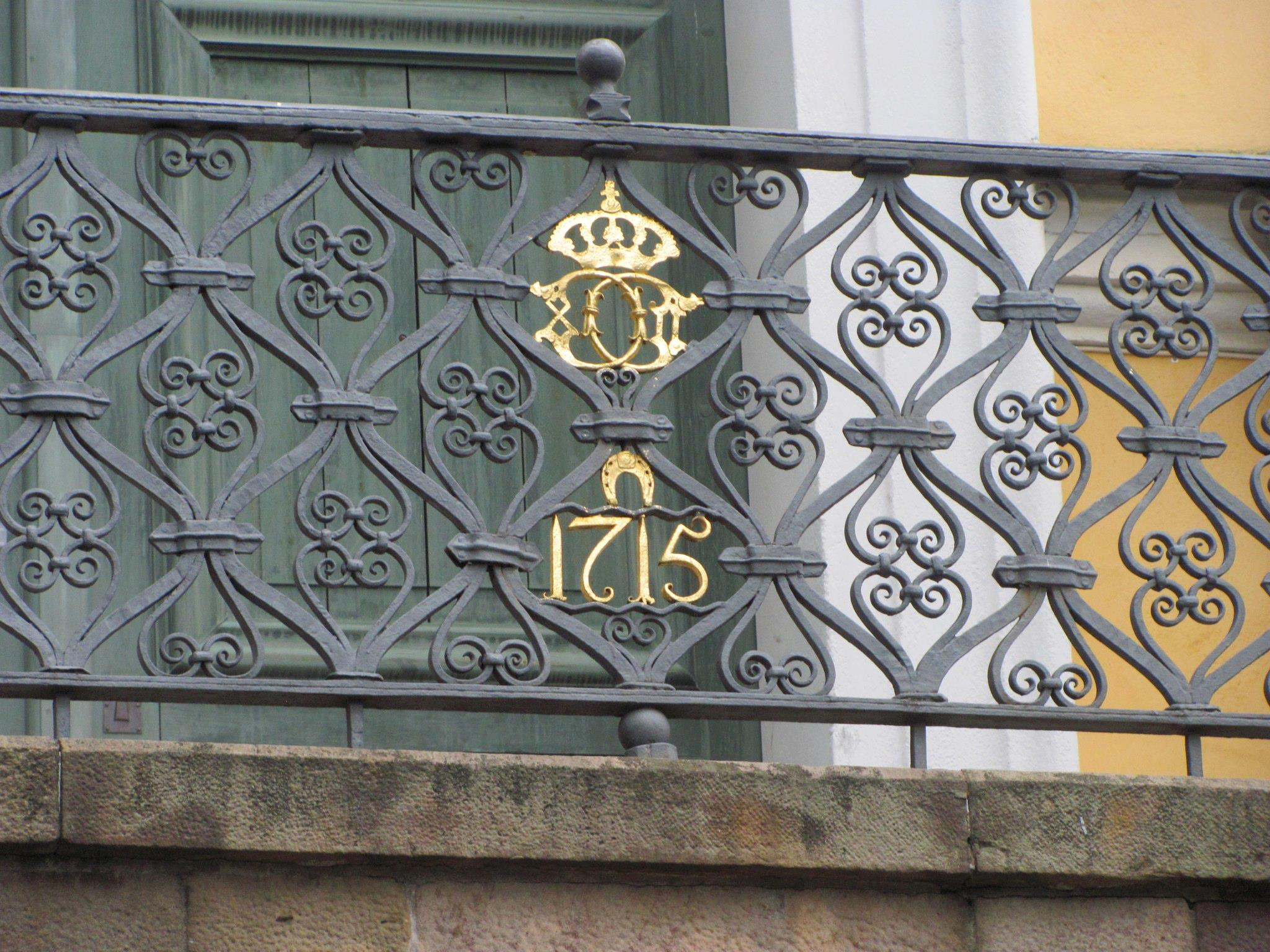
Karl XII:s monogram på trappans överdel.
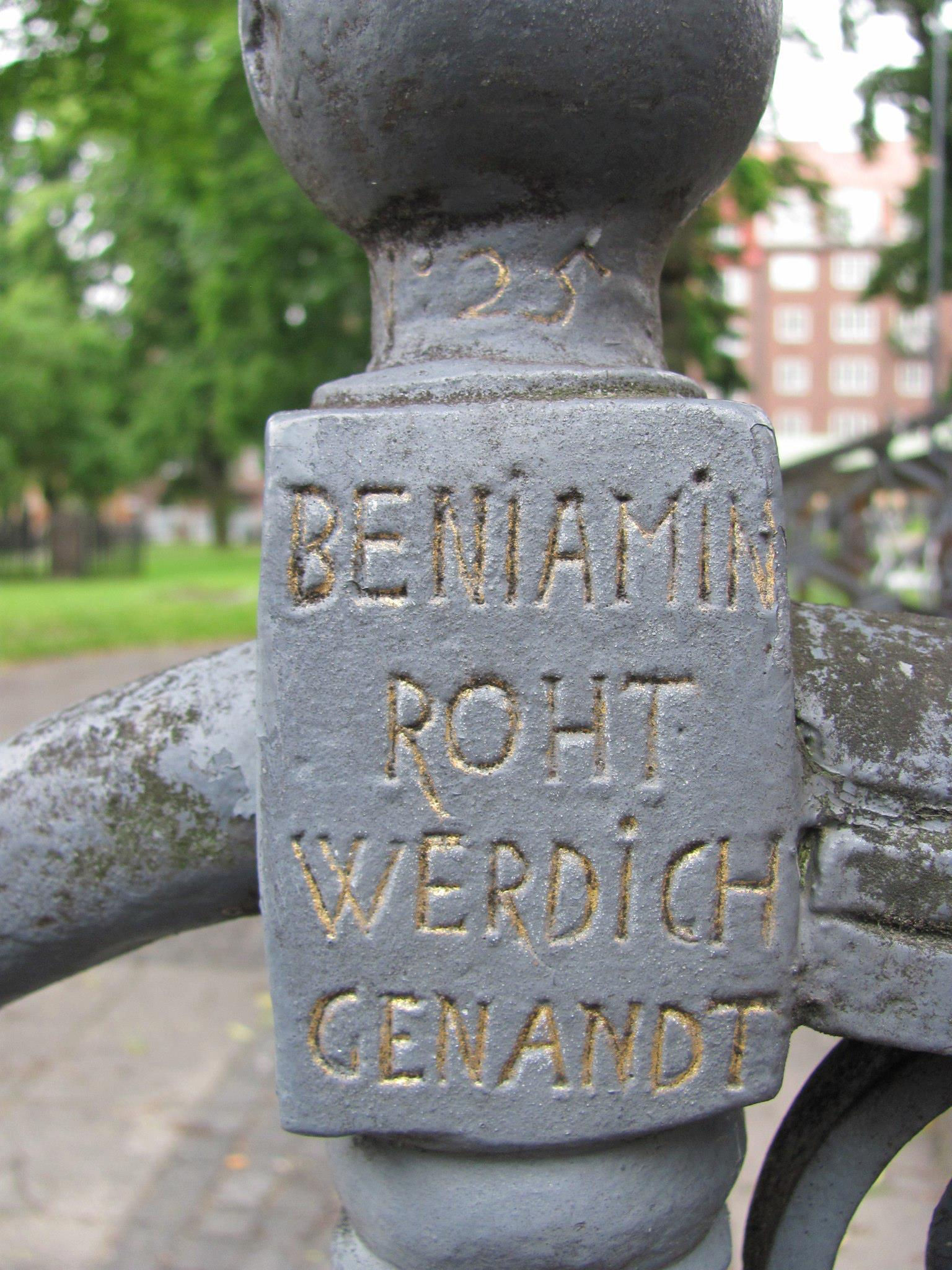
Inskription på XII:s trappa. Tillverkad av Benjamin Roth.

Karl XII:s trappa är den dubbeltrappa som leder från kyrkogården till den södra ingången av kyrkan och kallas så på grund av dess utsmyckade räcke. Den byggdes mellan 1712 och 1715, och invigdes 1715 vilket framgår av datumet på trappans överdel. Trappan fick sitt namn efter Karl XII och hans monogram syns ovanför datumet. Räcket gjordes av smeden Benjamin Roth och renoverades av hans (barnbarn?) Carl Roth 1776. På pelarna på vardera sidan om trappan är graverad en dikt om Karl XII:
"När Karl den tolfte kronan bar

man denna trappa uppbyggt har

som Herrans hus sin prydnad ger,

på sätt man här för ögon ser.

Förr'n någon sätter foten hit

rannsake han sig själv med flit

att Gud hans själ till kyrkan får.

Ty han då väl till kyrkan går.

När handen din vid gallret rör,

så ställ dig Jakobs stege för.

På den Guds änglars dyra tropp

steg änglar ned, steg änglar opp.

Så stig ock du en ängel from

i tro, i bot, i kristendom

här trappan både opp och ner

och tänk att Jakobs Gud det ser.

Och när du ned av berget går

på vilket här Guds boning står,

låt då din bön, din tro ock hopp

till Himlaberget stig opp.

Sist bed: att detta tempel må

i vår och senare tiden stå;

att där och kring hela Nord

må aldrig tryta Herrans ord."

## Orglar

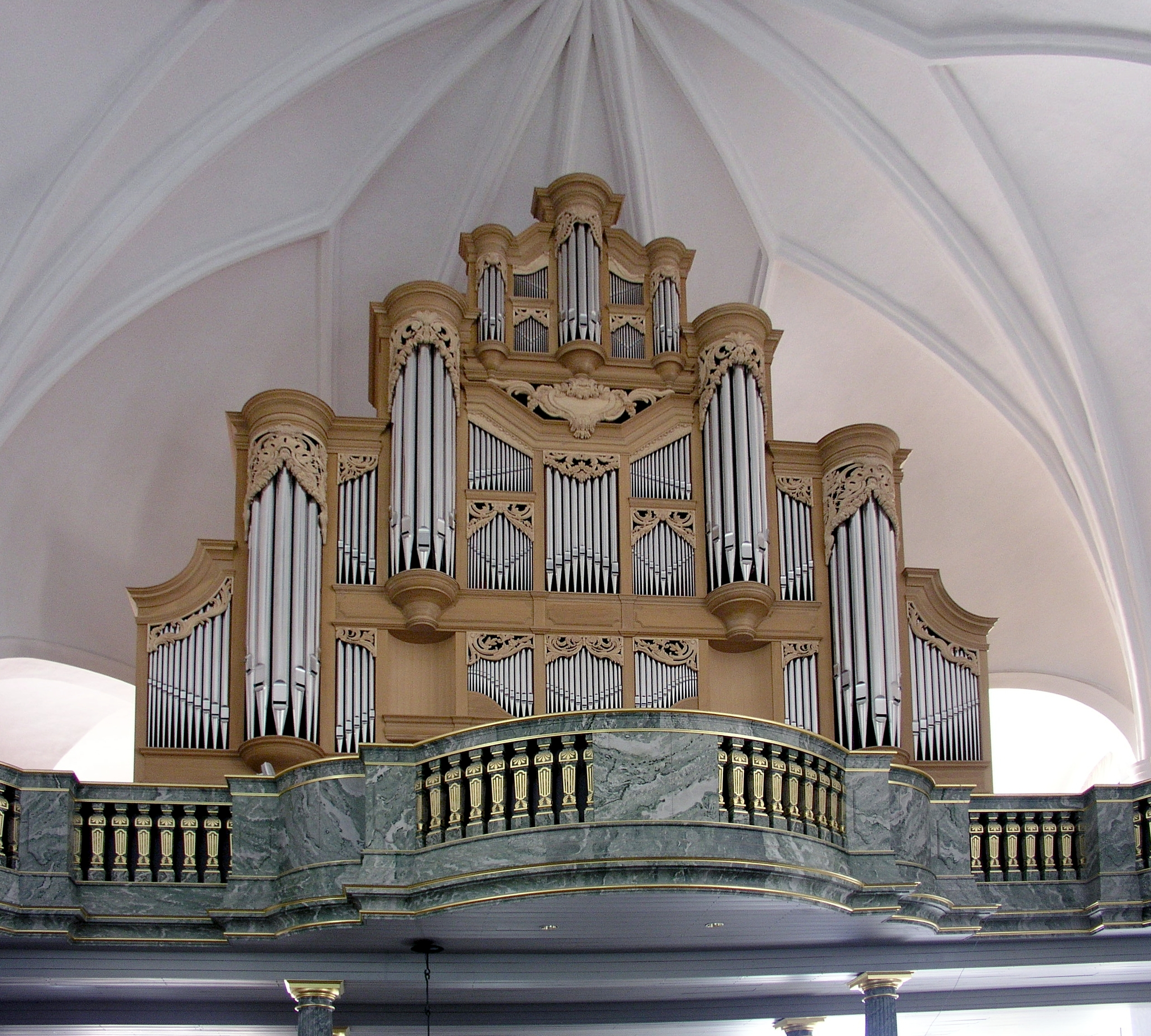
Katarina läktarorgel.

- Före 1690: Kyrkan erhåller ett positiv.

Disposition:
- Kyrkan fick efter branden ett liknande positiv som såldes 1750 till Västerhaninge kyrka.[4]

### Läktarorgel
- 1751: Jonas Gren och Petter Stråhle, Stockholm byggde en orgel i kammarton om 30 stämmor fördelade på två manualer och pedal och försedd med åtta blåsbälgar.[4]

| Huvudverk I          | Öververk II          | Pedal                 |  |
| Kvintadena 16'       | Kvintadena 8'        | Untersats 16'         |  |
| Principal 8'         | Gedackt 8' Bas       | Principal 8'          |  |
| Gedackt 8'           | Spetsgedackt Diskant | Gedackt 8'            |  |
| Spetsflöjt 8'        | Principal 4'         | Oktava 4'             |  |
| Oktava 4'            | Flöjt 4'             | Superoktava mixtur IV |  |
| Kvinta 3'            | Kvinta 3'            | Cornettin II          |  |
| Flöjt traversiere 4' | Oktava 2'            | Kontrabasun 32'       |  |
| Oktava 2'            | Scharf III           | Basun 16'             |  |
| Mixtur IV            | Trumpet 8'           | Trumpet 8'            |  |
| Trumpet 16'          | Trumpet 4' Bas       | Trumpet 4'            |  |
| Trumpet 8'           | Vox virginea Diskant |                       |  |
|                      | Tremulant            |                       |  |

- 1863: Per Larsson Åkerman byggde en orgel med ursprungligen 25 stämmor. Orgeln utökades 1909 till 45 stämmor och byggdes om 1938 av Åkerman & Lund.[5] Denna orgel finns dokumenterad på flera skivinspelningar.[källa behövs]

- 1975: Åkerman & Lund Orgelbyggeri Ab, Knivsta byggde en orgel bakom 1751 års fasad. Orgeln hade mekanik traktur, elektrisk registratur och elektriska koppel. Åkermans orgel med Gren & Stråhles fasad brinner upp tillsammans med kyrkan 1990.[5]

| Huvudverk I          | Öververk II          | Svällverk III           | Pedal              | Koppel | Övrigt               |
| Principal 16'        | Flûte à pavillopn 8' | Bourdon 16'             | Bourdon 32'        | I/P    | 8 fria kombinationer |
| Montre 8'            | Flûte à cheminée 8'  | Principal 8'            | Contrebasse 16'    | II/P   |                      |
| Suavial 8'           | Quintaton 8'         | Flûte harmonique 8'     | Sousbasse 16'      | III/P  |                      |
| Flûte à bec 8'       | Salicional 8'        | Bourdon 8'              | Bourdon 16'        | II/I   |                      |
| Flûte traversière 8' | Voix céleste 8'      | Viole de gambe 8'       | Octave 8'          | III/I  |                      |
| Octave 4'            | Prestant 4'          | Unda maris 8'           | Bourdon 8'         | III/II |                      |
| Flûte ouverte 4'     | Flûte d'echo 4'      | Octave 4'               | Quinte 5 1/3'      | II/III |                      |
| Quinte 2 2/3'        | Nasard 2 2/3'        | Flûte octaviante 4'     | Octave 4'          |        |                      |
| Doublette 2'         | Flûte à bec 2'       | Octavin 2'              | Flûte ouvert 4'    |        |                      |
| Grand cornet V       | Tierce 1 3/5'        | Cornet IV               | Contrebombarde 32' |        |                      |
| Fourniture V         | Piccolo 1'           | Plein-jeu IV            | Bombarde 16'       |        |                      |
| Trompette 16'        | Carillon III         | Bombarde 16'            | Trompette 8'       |        |                      |
| Grand trompette 8'   | Trompette 8'         | Trompette harmonique 8' | Clairon 4'         |        |                      |
| Clairon 4'           | Cromorne 8'          | Basson/Hautbois 8'      |                    |        |                      |
|                      | Tremblant            | Clairon harmonique 4'   |                    |        |                      |
|                      | Crescendosvällare    | Crescendosvällare       |                    |        |                      |

- 1993: En ny fransksymfonisk orgel med 62 stämmor på 3 manualer och pedal beställs från Jan L. van den Heuvel Orgelbouw i Dordrecht, Nederländerna.
- 2000:  Den nya orgeln invigs. Fasaden är rekonstruerad efter Gren & Stråhles nedbrunna fasad, dock något förenklad; vissa ornament och skulpturer har inte återskapats. Trakturen är mekanisk med barkermaskiner till samtliga klaviaturer. Registraturen är elektrisk med 999 kombinationer.

Disposition:
| Grand-Orgue (I) C-c4            | Positif expressif (II) C-c4 | Récit expressif (III) C-c4  | Pédale C-g¹         |
| Principal 16'                   | Bourdon 16'                 | Flûte 16'                   | Soubasse 32’        |
| Montre 8'                       | Principal 8'                | Diapason 8'                 | Flûte 16’           |
| Flûte traversière 8'            | Flûte à cheminée 8'         | Flûte harmonique 8'         | Contrebasse 16’     |
| Bourdon 8'                      | Quintaton 8'                | Bourdon 8'                  | Soubasse 16'        |
| Gambe 8'                        | Salicional 8'               | Viole 8'                    | Flûte 8'            |
| Prestant 4’                     | Unda maris 8'               | Voix céleste 8’             | Octave 8’           |
| Flûte ouverte 4’                | Prestant 4’                 | Octave 4’                   | Bourdon 8’          |
| Quinte 2 2/3’                   | Flûte d’écho 4’             | Flûte octaviante 4’         | Flûte 4’            |
| Doublette 2’                    | Nasard 2 2/3’               | Octavin 2’                  | Octave 4’           |
| Sesquialtera II, 2 2/3 + 1 3/5’ | Flûte à bec 2’              | Plein-Jeu harmonique III-VI | Contre-Bombarde 32’ |
| Fourniture V                    | Tierce 1 3/5’               | Cornet III                  | Bombarde 16’        |
| Cymbale IV                      | Larigot 1 1/3’              | Bombarde 16’                | Basson 16’          |
| Grand Cornet V                  | Piccolo 1'                  | Trompette harmonique 8'     | Trompette 8’        |
| Bombarde 16’                    | Fourniture III-IV           | Basson-Hautbois 8’          | Clairon 4’          |
| Trumpette 8'                    | Trompette 8'                | Voix humaine 8’             |                     |
| Clairon 4'                      | Cromorne 8’                 | Clairon harmonique 4’       |                     |
| Koppel                          | Tremulant                   | Tremulant                   | Koppel              |
| II/I                            | Koppel                      |                             | I/pedal             |
| III/I                           | III/II                      | Koppel                      | II/pedal            |
| 16'I/I                          | 16'II/II                    | 16'III/III                  | III/pedal           |
|                                 |                             |                             | Registersvällare    |

### Kororgel
Den mekaniska kororgeln byggdes 1971 av Åkerman & Lund, Knivsta. Orgeln förstördes vid kyrkans brand 1990.

### Altarorgel
Den elektropneumatiska altarorgeln byggdes 1954 av Åkerman & Lunds nya orgelfabriks AB. Före 1975 gick det även att spela på läktarorgeln från altarorgeln. Orgeln förstördes vid kyrkans brand 1990.
| Manual        | Pedal        |
| Gedackt 8'    | Bihangspedal |
| Salicional 8' |              |
| Principal 4'  |              |
| Rörflöjt 4'   |              |
| Svegel 2'     |              |
| Scharf II     |              |

### Diskografi
Inspelningar av musik framförd på kyrkans orglar.
- The complete organ works. 4 / Franck, César, kompositör ; Torén, Torvald, orgel. LP. Proprius, Lyricon PROP 7845. 1982.
- La grande tradition symphonique : the French symphonic organ tradition / Torén, Marcus, orgel. CD. IFO Records IFO 000 129. 2003.
- Franz Liszt / Fagius, Hans, orgel. CD. Bis CD 170. 1992. - Tidigare utgivet på LP 1980.
- Magnificat-fuga för klaverinstrument / Pachelbel, Johann, kompositör ; Hirsh, Oliver, orgel. LP. Proprius PROP 7789. 1977.
- Hindemith, David, Distler & Shroeder / Torén, Marcus, orgel. CD. Nosag Records Nosag CD 208. 2012.
- Marcus Toren Plays The Van Den Heuvel Organ Of The Katarina Church. CD. Priory PRCD852. Utan årtal.
- Organ for four hands / Blåberg, Morgan, orgel ; Mohlin, Erik, orgel. LP. Proprius PROP 7869. 1982.
- Organ music / Olsson, Otto, kompositör ; Fagius, Hans, orgel. CD. Bis CD 85. 1993. - Tidigare utgivet på LP 1974-1981.
- Piece héroique för orgel h-moll / Franck, César, kompositör ; Torén, Torvald, orgel. LP. Lyricon LRC 5. 1978.
- The romantic Swedish organ / Fagius, Hans, orgel. CD. Bis CD 191. 1992. - Tidigare utgivet på LP 1982.
- Torvald Torén at the organ of Katarina kyrka, Stockholm. LP. Proprius PROP 7841. Utan år.
- Vierne, Tournemire, Dupré : orgeln i Katarina kyrka, Stockholm / Torén, Torvald, orgel. LP. Lyricon LRC 1. 1977.
- In a sentimental mood; Ellington Duke. Anders Paulsson sopransaxofon och oranist Harry Duff. LCM Records AB 1989

## Kyrkogården
Katarina kyrkogård som den ser ut idag anlades i samband med att Katarina kyrka byggdes. På 1710-talet planterades de första träden men det var svårt att få någonting att växa i den karga miljön och flera nyplanteringar gjordes. Det hela blev inte bättre av att boskap tog sig in på kyrkogården och skadade träd och annan växtlighet trots murar och grindar. Carl Michael Bellman skildrar kyrkogården i en av Fredmans epistlar "Aldrig en iris på dessa bleka fält". Det var först i och med en omreglering på 1780-talet som man ökade på jordlagret och planterade stora mängder träd. Kända personer som är begravda på Katarina kyrkogård inkluderar: Lars Wivallius, Cornelis Vreeswijk, Stig Sjödin, Sven "Svenne Berka" Bergqvist, Tosse Bark, Johan Bergenstråhle, Anna Lindh, Per Anders Fogelström, Rolf Ericson, Jacob Dubbe, Putte Wickman, Mikael Nyqvist och Gösta Ekman.